# Ансело, Жак-Франсуа
Жак-Арсе́н-Полика́рп-Франсуа́ Ансело́ (фр. Jacques-Arsène-François-Polycarpe Ancelot; 21 плювиоза II (9 февраля 1794), Гавр — 8 сентября 1854, Париж) — популярный французский драматург XIX века, член Французской академии. Его жена, Виржини, также была писательницей.

## Биография
Первое удачное произведение Ансело, сделавшее его известным, была трагедия «Людовик IX», премьера которой состоялась в ноябре 1819 года. Король Франции Людовик XVIII назначил ему пенсию в 2000 франков, так как трагедия пришлась по вкусу роялистам, которыми успех «Людовика IX» был противопоставлен успеху постановки «Сицилийская вечерня» (фр. Les Vêpres siciliennes) другого театрального драматурга — Казимира Делавиня.
За вторую трагедию под названием «Le Maire du palais» (1823) Жак-Арсен-Поликарп-Франсуа Ансело получил Крест почетного легиона; затем следовали трагедии: «Fiesque» (1824), «Olga, ou l’orpheline russe» (1828), на русский сюжет, и «Elisabeth d’Angleterre».
В 1826 году Ансело отправился в Российскую империю в свите маршала Огюста Фредерика Луи Мармона, назначенного присутствовать при коронации российского императора Николая I. Это путешествие Ансело описал в книге «Six mois en Russie».
Июльская революция 1830 года ухудшила его положение при дворе, он потерял пенсию и жил литературным заработком. Написал много комедий, водевилей, имевших временный успех.
Из других его сочинений заслуживают некоторого внимания: поэма в 6 песнях «Marie de Brabant» (1825), роман «L’homme du monde» — крайне мелодраматичный и довольно колкая сатира «Epitres familières» (1843). Его «Oeuvres complètes» вышли в 1837 году. Одно из последних его произведений — «La rue Quincampoix» (1848). В 1841 году Ансело избран членом Французской академии. В 1849 году Ансело вел переговоры (по поручению министра иностранных дел Токвилля) в Турине, Флоренции, Милане и Брюсселе о взаимном признании в этих странах прав литературной собственности, что в конечном итоге и было сделано.
Около 30 лет, вплоть до самой смерти, вместе с супругой Виржини, Ансело держал знаменитый салон в отеле де Ларошфуко на рю де Лилль. Здесь еженедельно встречались все знаменитости Франции от эпохи Реставрации до Второй империи: Альфонс Доде, Виктор Гюго, Софи Гэ и её дочь Дельфина де Жирарден, Мелани Вальдор, Рашель, Стендаль, Альфред де Мюссе, Гизо, Ламартин и многие другие.
Жак-Арсен-Поликарп-Франсуа Ансело скончался 8 сентября 1854 года в столице Франции городе Париже.